# HD 203696
HD 203696，又名BD+38 4471，SAO 71266、HR 8186，是一颗恒星，视星等为6.63，位于銀經84.38，銀緯-8.15，其B1900.0坐标为赤經21h 18m 47.3s，赤緯+38° -8.15′ 26″。